# Beelden aan Zee
 (mars 2018).
Le musée Beelden aan Zee, littéralement Statues à la mer est le seul musée néerlandais exclusivement dédié à la sculpture. Il se situe à Schéveningue, station balnéaire de La Haye.
Il a été fondé en 1994 par les collectionneurs Theo Scholten (1927-2005) et Lida Miltenburg (1922). L'accent est mis sur la sculpture internationale moderne et contemporaine, en particulier celle d'après la Seconde Guerre mondiale. La salle principale accueille entre 3 et 4 expositions temporaires par an. Ces dernières sont thématiques ou constitue une rétrospective d'un artiste.
Le bâtiment du musée bénéficie depuis 2003 d'un institut de recherche sur la sculpture moderne, l'Institut de sculpture (Sculptuur Instituut). Ce centre de recherche est unique aux Pays-Bas. Il est librement accessible par l'entrée principale du musée.

## Bâtiment
Le bâtiment du musée a été conçu par l'architecte Wim Quist, sous le "pavillon de Wied" que le roi Guillaume Ier a fait construire pour son épouse par l'architecte de la ville, Adriaan Noordendorp. Pendant la construction du musée, la municipalité de La Haye a demandé qu'aucune dune ne soit visible[pas clair]. Ainsi, le musée est construit entièrement en souterrain, avec des terrasses sur la dune. Depuis la plage, ces dernières sont invisibles et même depuis le boulevard derrière le musée, il est aussi impossible de le voir. Cependant, il bénéficie de beaucoup de lumière en raison des constructions en verre sur la toiture. 
À partir de la salle de la mer (Zeezaal), il y a une vue sur la mer mais qui encore, ne permet pas d'être vu depuis la plage, le port ou de la promenade de Schéveningue. L'accès au musée se fait par la Harteveltstraat, une rue parallèle au boulevard. 
Les murs du musée sont en béton et chaque mur possède des petites cavités pour accrocher certains objets de la collection. Le sol est un sable de couleur de la pierre[Information douteuse].

## Tom Otterness: Contes de Sculptures(SprookjesBeelden)
Sur le boulevard, un parc de sculptures du sculpteur américain Tom Otterness est librement accessible depuis 2004. Cette œuvre nommée SprookjesBeelden est spécialement conçue pour les plus jeunes visiteurs.

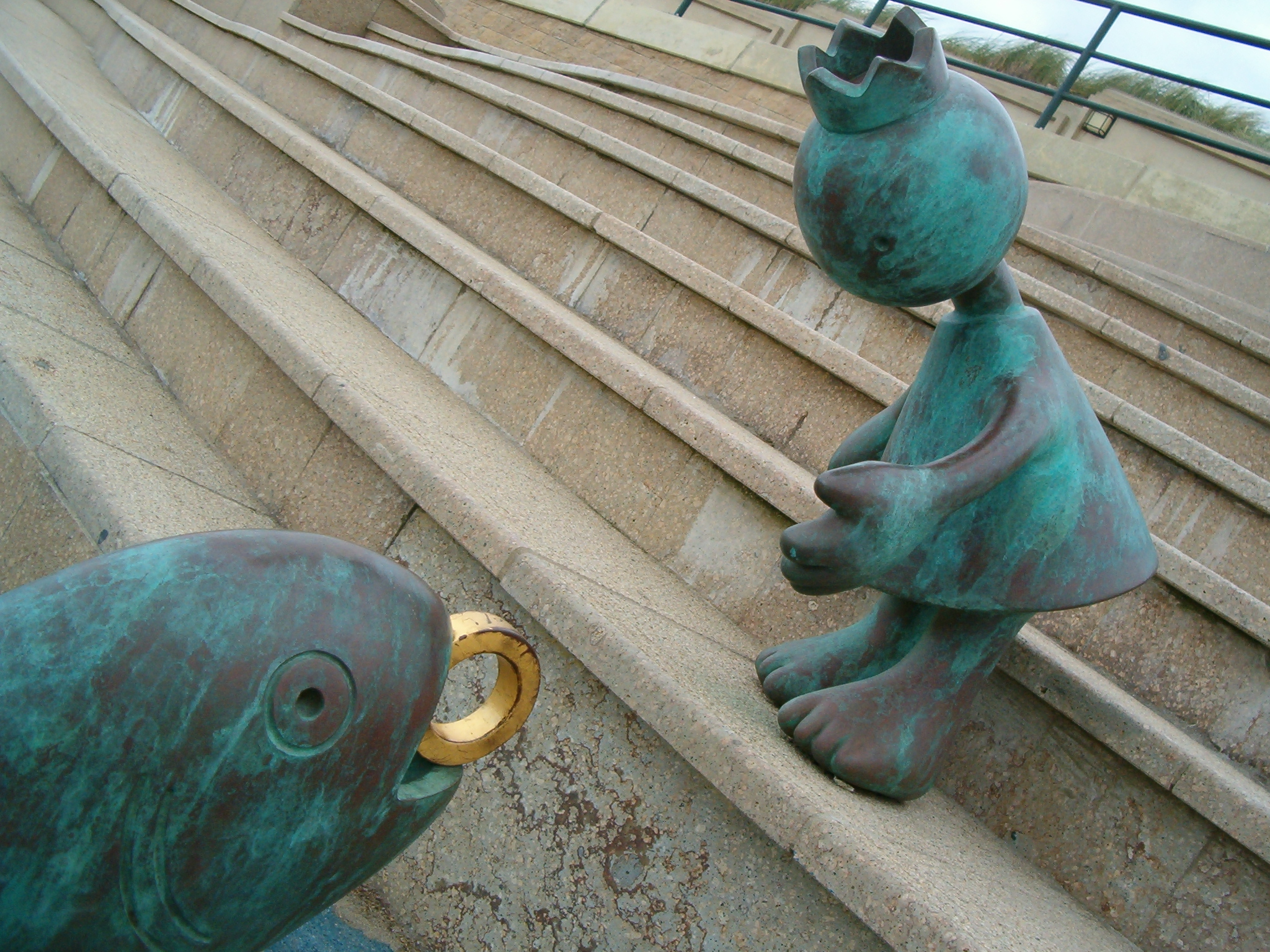
La reine et le poisson magique.
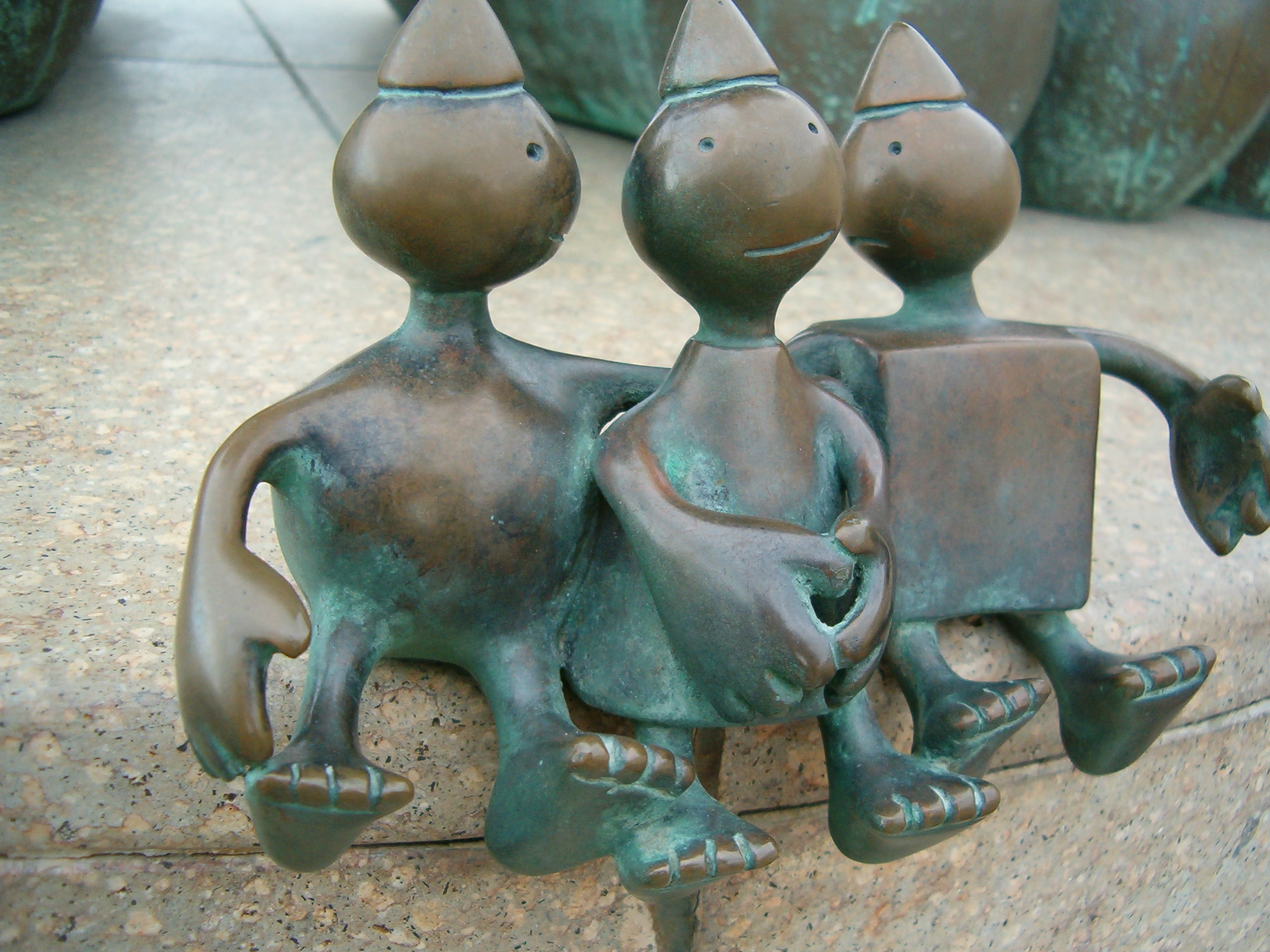
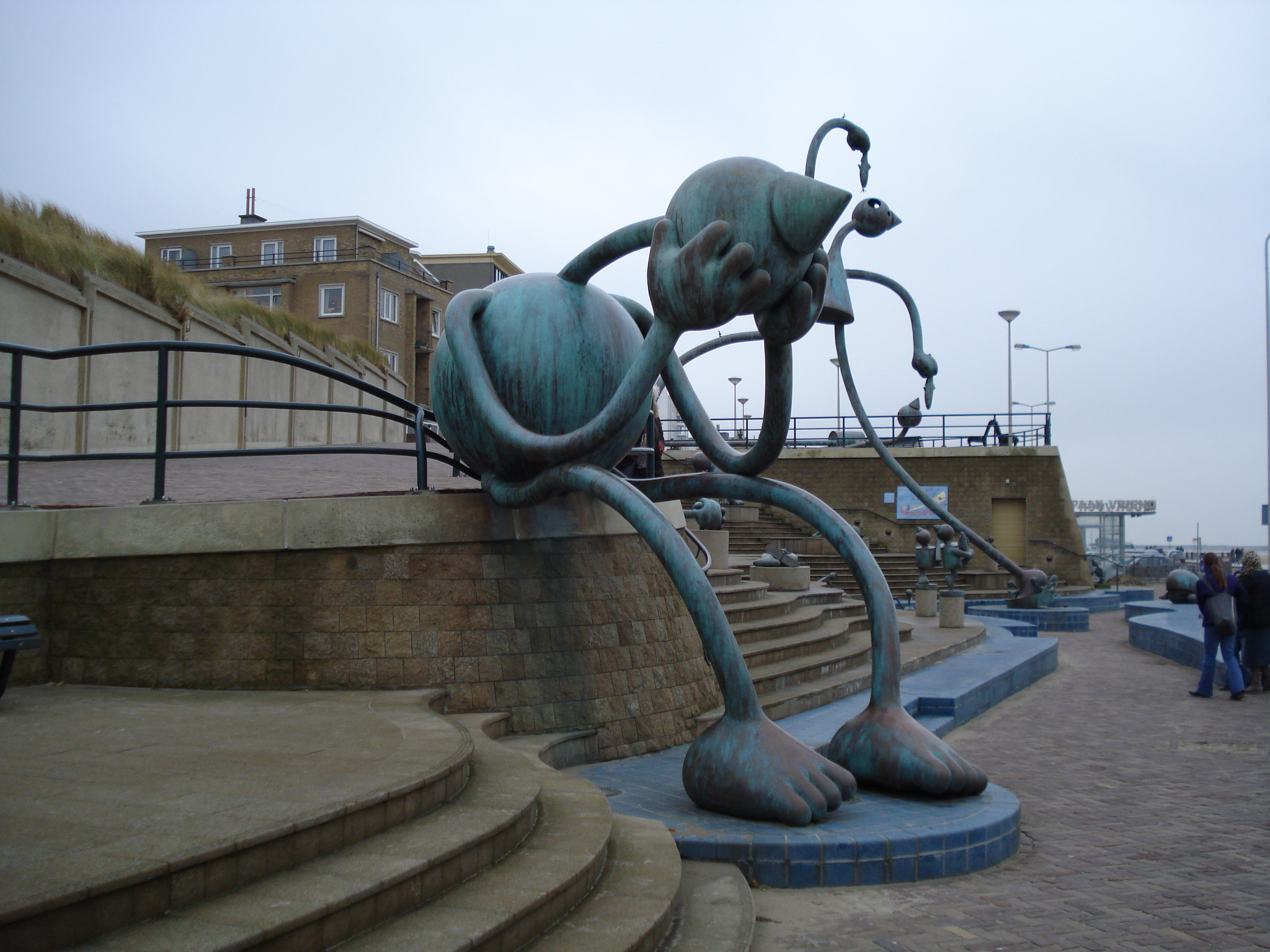
Le géant en pleurs.
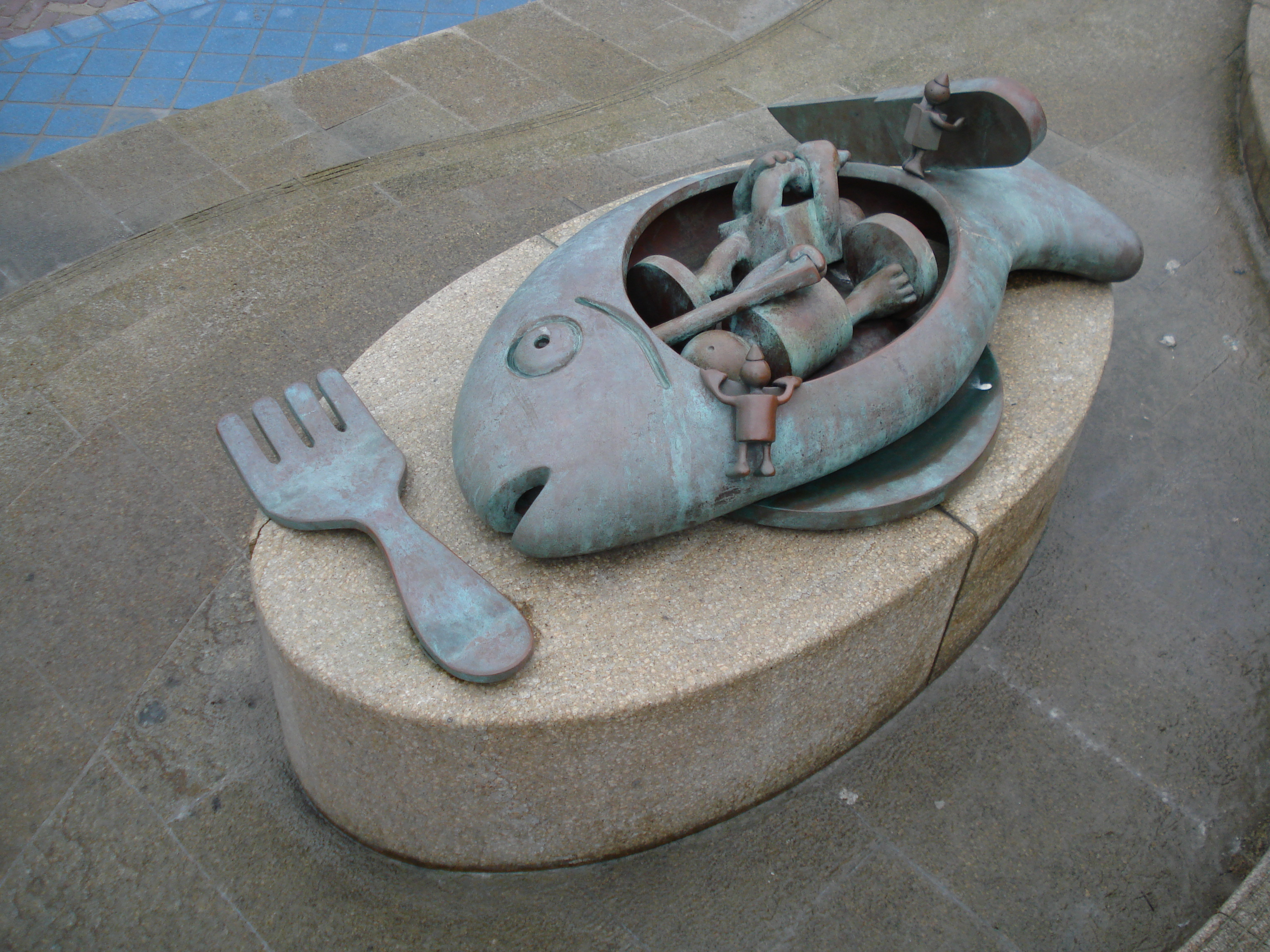
Le soldat de plomb.
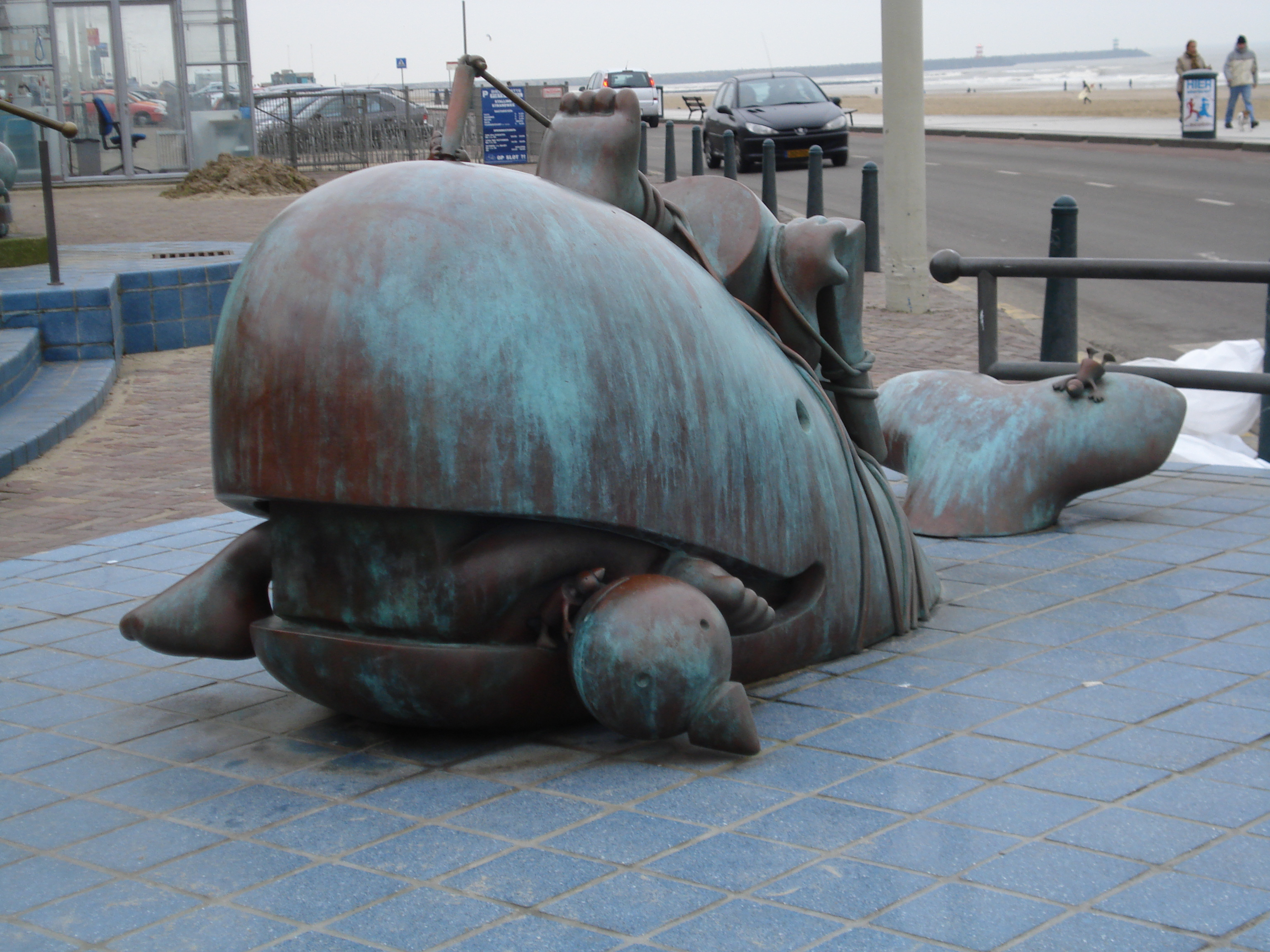
Moby Dick.
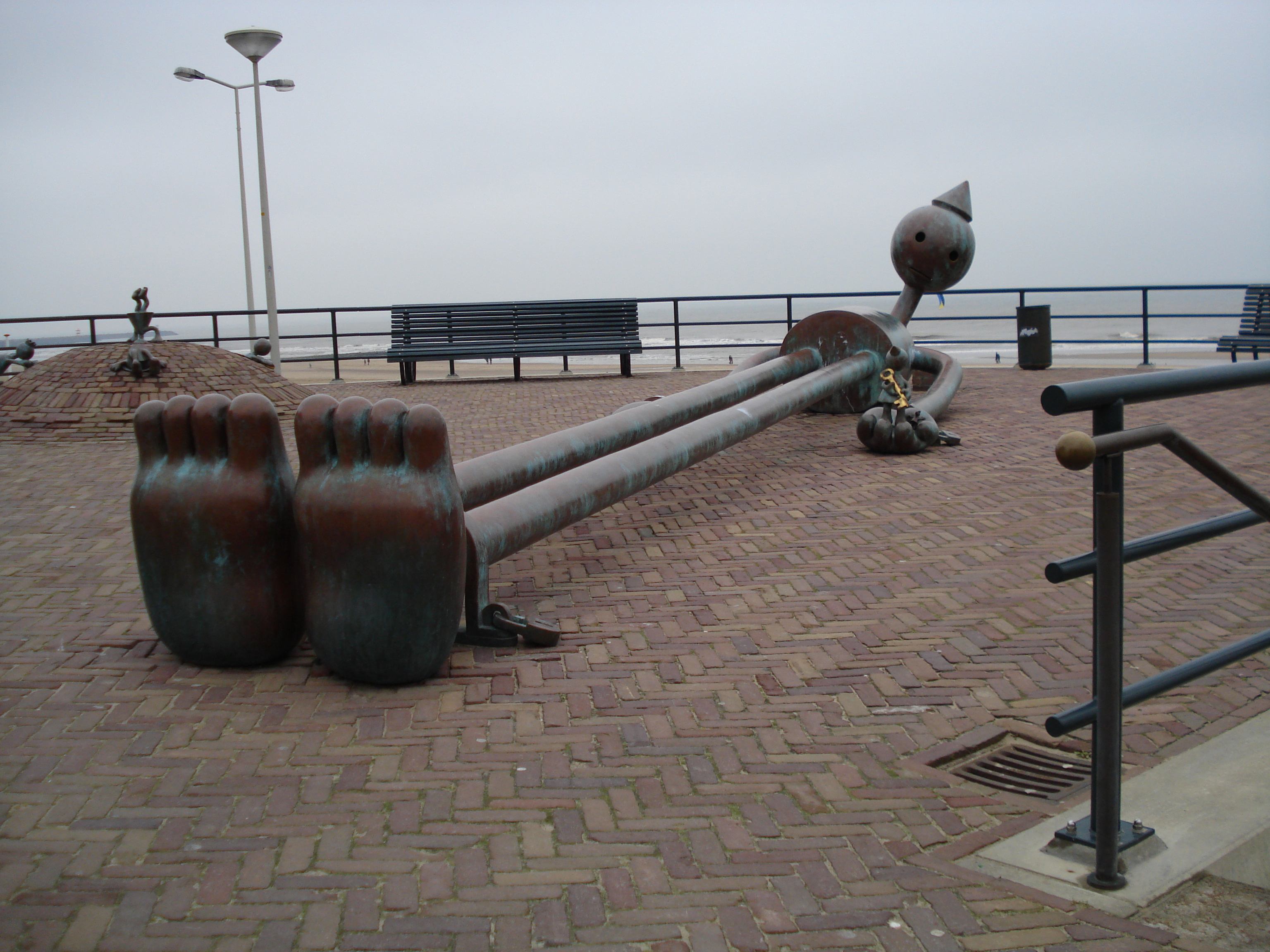
Gulliver.
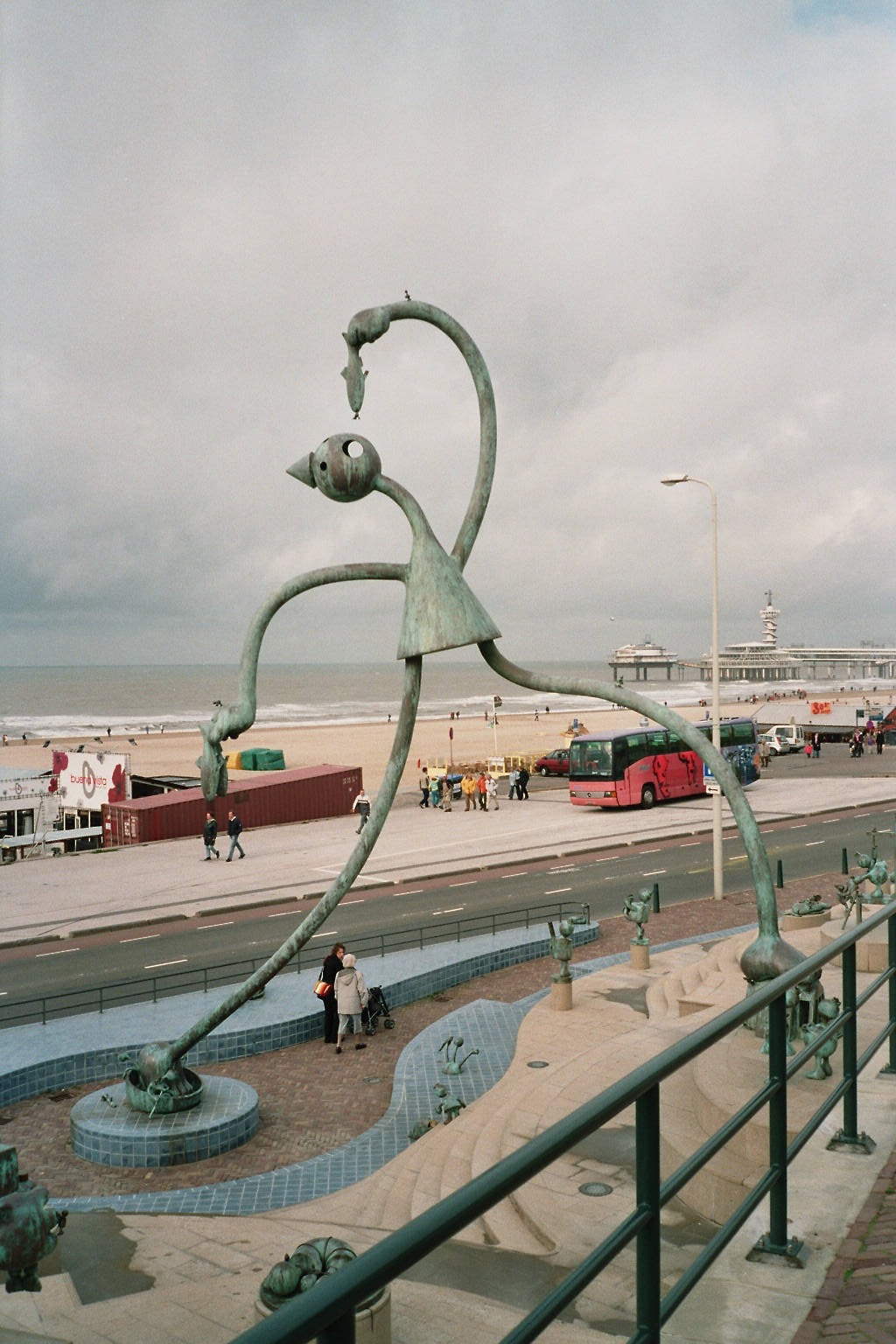
Haringeter.